# 2879 (numero)
Duemilaottocentosettantanove (2879) è il numero naturale dopo il 2878 e prima del 2880.
È un numero altamente cototiente ed è il sesto elemento della catena di Cunningham del primo tipo.